# Al'Mata
Al'Mata (naît Alain Mata Mamengi), est un auteur de bande dessinée et caricaturiste congolais; né à Kinshasa le 28 mars 1970,,.

## Biographie
Alain Mata Mamengi (son nom de scène est Al'Mata), nait à Kinshasa le 28 mars 1970, est un diplômé en arts graphiques de l'Acédemie des beaux arts de Kinshasa. Il débute comme caricaturiste en 1991 au journal l'Observateur avant d'en devenir le directeur artistique. Pour un programme alimentaire mondial et Unicef, il réalise des fascicules et collabore en même temps aux journaux Les Palmarès, Vite-vu, Les stars de la BD et Mark BD,.
Al'Mata dessine au tour du thème Intégration, et ses dessins sont qualifiés subversifs ce qui lui a valu la persécution dans son pays natal. En 1994, un de ses dessins sur le président Maréchal Mobutu paru dans le journal Le Palmarès est jugé humiliant, et ce journal est contraint de fermer ses portes, entre-temps Al'Mata est poussé à vivre clandestinement. Régime politique après régime, Al'Mata se fait arrêté cette fois par le président Laurent Désiré Kabila vers la fin de l'année 1998 et relâché en février 1999 sous la pression médiatique. À la suite de sa bande dessinée Kadogo (enfants soldats) jugée encore subversive, il est interrogé en 2001, et arrêté en juillet 2001. Vivant dans la clandestinité depuis décembre 2001, Al'Mata quitte le pays profitant d'une invitation à participer au festival de bande dessinée La Bulle de Nevers en février 2002. Al'Mata vit en France à Bourgogne.

## Œuvres

### Album BD
- Le retour en France d'Alphonse Madiba dit Daudet;
- Les tribulations d'Alphonse Madiba dit Daudet;
- Le retour au pays d'Alphonse Madiba dit Daudet;
- L'Afrique en partage;

### Illustrations
- Félix Houphouët-Boigny : le premier président de la Côte d'Ivoire, éd. Cauris Livress, janvier 2007[5];

## Prix et distinctions
- 1998 : Calque d'or qui recompense les meilleurs caricaturistes de Kinshasa[5];
- 2000 : Prix de la presse au 3e Salon de la bande dessinée à Kinshasa[5];
- 2004 : Le Prix d’Africa e Mediterraneo à Rome et Le deuxième prix du meilleur caricaturiste africain[4];